# Brawby
Brawby – wieś w Anglii, w hrabstwie North Yorkshire, w dystrykcie (unitary authority) North Yorkshire. Leży nad rzeką Rye, 30 km na północny wschód od miasta York i 303 km na północ od Londynu.